# Atrococcus bartangica
Atrococcus bartangica är en insektsart som beskrevs av Bazarov 1975. Atrococcus bartangica ingår i släktet Atrococcus och familjen ullsköldlöss. Inga underarter finns listade i Catalogue of Life.